# YAF2
YAF2‏ (YY1 associated factor 2) هوَ بروتين يُشَفر بواسطة جين YAF2 في الإنسان.